# جان سباستيان غيغيري
جان سباستيان غيغيري (من مواليد 16 مايو 1977) هو حارس مرمى كندي محترف سابق في هوكي الجليد. لعب مع هاليفاكس موسهيدس في دوري هوكي الجليد في كيبيك، حيث تم سحبه من المركز الثالث عشر بشكل عام من قبل هارتفورد ويلرز في مسودة دخول دوري الهوكي الوطني لعام 1995. ولعب في منظمة كالجاري فليمز لمدة ثلاثة مواسم قبل أن ينضم إلى أنهايم داكس في عام 2000.
في تصفيات دوري الهوكي الوطني لعام 2003، قام جيجير بترسيخ المصنف السابع أنهايم داكس في نهائيات كأس ستانلي، حيث أصبح خامس وأحدث لاعب في تاريخ دوري الهوكي الوطني للفوز بكأس كون سميث على الرغم من عدم فوزه بكأس ستانلي في نفس الموسم. فاز غيغيري في النهاية بكأس ستانلي مع أنهايم داكس في عام 2007.
شملت حياته المهنية اللاحقة فترات في تورنتو وكولورادو. ويحمل غيغيري سجل امتياز أنهايم داكس في الانتصارات المهنية والإغلاق وكان آخر لاعب نشط في دوري الهوكي الوطني حيت لعب مع هارتفورد ويلرز.

## مهنة اللعب

### مسار مهني مبكر
عندما كان شابًا، لعب غيغيري في بطولات الهوكي الدولية وهو في سن صغيرة جدا في كيبيك في 1990 و1991 مع فريق صغير لهوكي الجليد من منطقة ميل إيل في لافال في كيبيك.
```
تمت صياغة غيغيري من دوري الهوكي الرئيسي في 
كيبيك
 من قبل هارتفورد ويلرز بشكل عام في مشروع دخول دوري الهوكي الوطني لعام 
1995
 مع اختيار تم الحصول عليه من 
نيويورك رينجرز
 الذي حصل عليه هارتفورد في مقابل بات فيربيك. بعد أربع سنوات من مسيرته المهنية الرئيسية للناشئين والتي تضمنت تكريم فريق فريق (QMJHL) الثاني لكل النجوم في عام 
1997
، ظهر غيغيري لأول مرة في دوري الهوكي الوطني مع نيو انجلاند ويلرز، حيث لعب ثماني مباريات في نهاية موسم 
1996
-
1997
.
```

غير أن موسمها التالي في 25 أغسطس 1997، نقل غيغيري إلى كالغاري فليمز جنبا إلى جنب مع مركز أندرو كاسيلز. في مقابل المهاجم جاري روبرتس وحارس المرمى تريفور كيد ثم لعب غيغيري كامل موسم 1997-98 في دوري الهوكي الأمريكي مع الشركة التابعة للدوري الصغير في كالجاري.
قضى غيغيري ما مجموعه أربعة مواسم في منظمة فليمز، حيث ظهر لمدة 15 و7 مباراة مع كالجاري في 1998-1999 و1999-2000، على التوالي، بينما كان يقضي معظم وقته في دوري الهوكي الأمريكي.
قدم 15 مباراة قصيرة و7 مباريات مع كالجاري في 1998-1999 و1999-2000، على التوالي، بينما كان يقضي معظم وقته في دوري الهوكي الأمريكي.

### أنهايم دكس (2000-2010)
في 10 يونيو 2000، تم نقل غيغيري إلى أنهايم داكس في مقابل اختيار الجولة الثانية في عام 2000.(تم نقله لاحقًا في واشنطن كابيتالز). وقد ساعد موسم فوز غيغيري الأول في أنهايم داكس على دخول التصفيات لعام 2003 باعتباره المصنف السابع في المؤتمر الغربي. من تلك النقطة قدم جيجير أحد أعظم عروض البلاي أوف في تاريخ دوري الهوكي الوطني حيث ساعد في قيادة الفريق في سباق سندريلا إلى نهائيات كأس ستانلي الأولى. حيت يواجه حامل اللقب بطل كأس ستانلي والمصنف الثاني ديترويت ريد وينجز في الجولة الافتتاحية. سجل غيغيري رقماً قياسياً في دوري الهوكي الوطني لأغلب تصدياته من قبل حارس المرمى في أول مباراة له في البلاي أوف مع 63 فوز على أنهايم داكس 3-1 في الوقت الإضافي في المباراة الأولى. وقد تجاوز علامة تورونتو مابل ليفز الحارس جيري كراها بتصديين لهما. تم كسر هذا الرقم القياسي في وقت لاحق من قبل روبرتو لونغو من فريق فانكوفر كانوكس.

### تورنتو مابل ليفز (2010-2011)
تم نقل غيغيري إلى تورونتو مابل ليفز في 31 يناير 2010، في مقابل حارس المرمى فيسا توسكالا والمهاجم جايسون بليك.

بعد ثلاثة أيام، لعب غيغيري مباراته الأولى مع مابل ليفز وسجل 30 تصديًا للإغلاق ضد نيو جيرسي. وقد سجل إغلاقًا آخر في مباراته التالية ضد أوتاوا في 6 فبراير ليصبح أول حارس مرمى في تاريخ الامتياز يسجل الإغلاق في أول مباراتين له. أدى هذا الإنجاز إلى تسمية غيغيري بالنجم الثاني للأسبوع في دوري الهوكي الوطني في 8 فبراير بعد تسجيله 3.14 و 0.900 نسبة توفير في 20 مباراة قبل أن يتم نقله، تحسن إلى 2.49 و 0.916 نسبة توفير في 15 مباراة مع تورنتو.
في الموسم التالي، تعرض غيغيري لإصابة في الفخذ في منتصف نوفمبر 2010، مما أدى إلى تهميشه لمدة ثلاثة أسابيع. وبعد عودته، لعب عدة مباريات قبل أن يصاب مرة أخرى في الفخذ. خلال ذلك الوقت، كان فريق ليفز في حاجة إلى حارس مرمى، مما اضطرهم لاستدعاء جيمس رايمر من فريق تورونتو مارليز في دوري الهوكي الأمريكي، الذي تولى منصب البادئ في غياب غيغيري.

### كولورادو أفالانش (2011-2014)
في 1 يوليو 2011، وقع الوكيل الحر ل غيغيري عقدًا لمدة عامين بقيمة 2.5 مليون دولار مع كولورادو أفالانش.
كانت قيادة غيغيري أساسية في مباراة من أربع مباريات على أرضه في منتصف ديسمبر عندما تم تهميش فارلاموف بسبب مرض في الظهر. بدأ غيغيري جميع المباريات الأربع وفاز بها جميعًا، تم اختيار غيغيري كواحد من ثلاثة نجوم دوري هوكي الوطني لهذا الأسبوع في أواخر ديسمبر. سحب الفخذ في 15 فبراير.
في 13 أغسطس 2012، وقع غيغيري على تمديد عقد لمدة عام واحد بقيمة 1.5 مليون دولار أمريكي خلال موسم 2013-14.

## الحياة الشخصية
ولد غيغيري في مونتريال، لكنه نشأ في بلينفيل، وقد توفي والد غيغيري بمرض السرطان في 15 ديسمبر 2008 وهذا أثر بشكل كبير على أدائه لبقية الموسم. ذهب غيغيري إلى لعبة كل النجوم في ذلك العام بسجل ضعيف للغاية.
بعد فوز واحد فقط في آخر تسع مباريات. توفيت والدة غيغيري في أواخر فبراير 2013.
وقد أصيب غيغيري بمرض نادر في المعدة جعل جسده يمتص الكثير من الهواء عندما يشرب السوائل. ونتيجة لذلك، يعاني جسمه من صعوبة في امتصاص الماء، مما يؤدي إلى الجفاف الشديد عند التعرق. وقد كان يشرب من زجاجة ماء مزودة بقشة أثناء لعب الهوكي.